# Династія Мін
Династія Мін (кит. спр. 明朝, піньїнь: Míng cháo, акад. Мінь-чао) або Велика країна Мін (кит. трад. 大明國, спр. 大明国, піньїнь: Dà Míng Guó, акад. Да Мінь-го; 1368–1644) — династія, що правила Китаєм після ліквідації монгольської династії Юань. У часи панування Мін населення Китаю нараховувало від 160 до 200 мільйонів мешканців. Ця династія була останньою династією Китаю, що керувалася етнічними китайцями — ханьцями. Вона була повалена повстанцями Лі Цзичена й поступилася маньчжурській династії Цін. Хоча столиця Мін, місто Пекін, був узятий маньчжурами в 1644 році, імператор та його двір втекли до Південного Китаю і правили звідти ще до 1662 року.
За правління Мін Китай володів великим флотом і армією чисельністю в 1 мільйон чоловік. Хоча приватна морська торгівля й офіційні посольства з Китаю мали місце за панування минулих династій, флот мусульманського адмірала-євнуха Чжен Хе, споруджений у часи Мін у XV столітті, повністю перевершив своїх попередників розмірами й масштабом. На час панування Мін припадають реалізація великих будівничих проектів, таких як реставрація Великого китайського каналу і Великого китайського муру, а також спорудження Забороненого міста імператора в Пекіні в першій чверті XV століття.

## Історія

### Повстання й подальша боротьба за владу
У період з 1271 по 1368 рік Китай був частиною монгольської імперії Юань, яка проводила дискримінаційну державну політику щодо китайців, що викликало невдоволення. До падіння монгольської династії призвели як жорсткий податковий гніт, так і катастрофічний розлив річки Хуанхе, зумовлений тим, що іригаційні споруди прийшли в непридатний стан. Промисловість і сільське господарство занепадали, і сотні тисяч селян, насильно зігнаних для ремонту річкових дамб, повстали..
Це повстання отримало в історіографії назву повстання червоних пов'язок. Війська повстанців були сформовані членами Білого лотоса — таємного буддійського братства. З середовища повстанців незабаром виділився Чжу Юаньчжан, до початку повстання — бідний селянин, потім — буддійський монах, який долучився до повстання в 1352 році. Спочатку він не виділявся серед інших, проте його вплив значно виріс після одруження на прийомній дочці одного з керівників повстання. У 1356 році загін під його командуванням (так званий «Зелений ліс») захопив Нанкін, який пізніше став столицею Мінської династії.
Розуміючи безперспективність народного бунту, Чжу Юаньчжан переправився через річку Янцзи до Південного Китаю. Там він обрав білий прапор, а своїх колишніх союзників оголосив злочинцями. Чжу Юаньчжан закріпив свою владу на півдні країни. Зібравши 250-тисячне військо переміг свого головного суперника, також керівника одного із загонів Чень Юляна в битві біля озера Поянху в 1363 році. Коли вождь Червоних пов'язок — Сяо Мінван — помер за сумнівних обставин, Чжу Юаньчжан остаточно перестав приховувати свої імперські амбіції. У 1368 році він направив армію повстанців на штурм юаньської столиці Ханбалика (нині — Пекін). Останній юанський імператор утік на північ, у Шанди, а Чжу зруйнував дощенту палаци колишньої династії і привселюдно оголосив про прихід до влади нової династії. Таким чином була відновлена незалежна Китайська держава.
За традиційним принципом правляча династія отримувала назву області, з якої походив її перший імператор. Чжу відкинув цю традицію й наслідував монгольський приклад життєрадісних назв. Він обрав для династії назву Мін (明, що означає «сяюча»), себе ж оголосив імператором Хун У. Девізом його правління був обраний «Розлив войовничості» (кит. 洪武, пін. Hóngwǔ). Також він волів забути про те, що зобов'язаний своїм піднесенням Білому Лотосу і, щойно прийшов до влади, став заперечувати своє членство в цій організації, а коли став імператором, жорстоко придушував релігійну опозицію.

## Система державного управління в часи правління династії Мін

### Правління першого імператора

#### Внутрішня політика

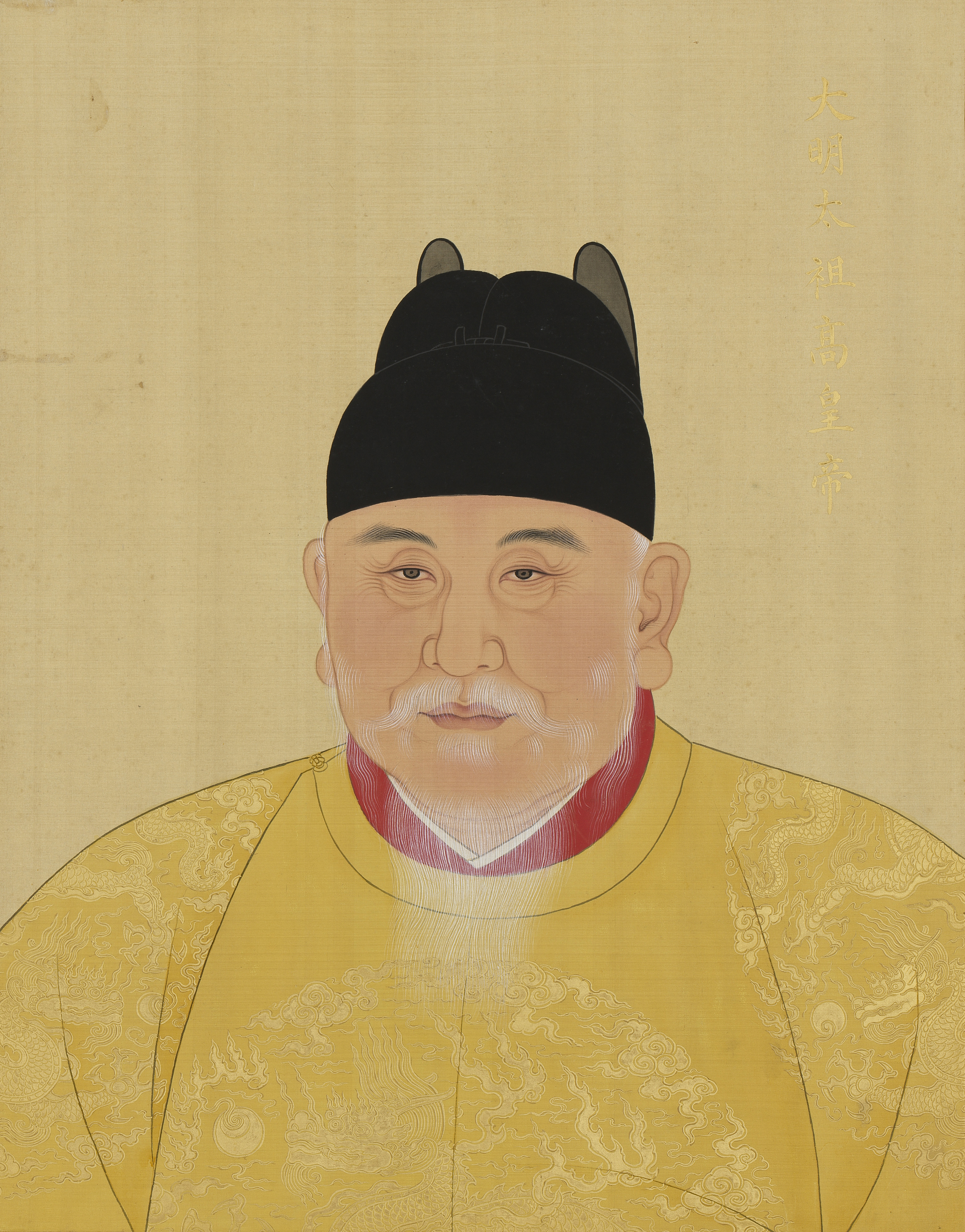
Портрет Імператора Юаньчжана (1368—1398 роки)

Перший монарх династії, Імператор Хун У (Юаньчжан) (1368–1398), негайно зайнявся відновленням економіки країни. Він закріпив всі землі, захоплені селянами і великими землевласниками під час війни, за тими, хто їх обробляв. Орної землі не вистачало, тому землероби, котрі піднімали цілину, на три роки звільнялися від податків, що дозволило вже на третій рік правління Хун У заселити цілинні землі навколо міст в північних областях. Надалі уряд також заохочувала біженців та мешканців густонаселених областей до переселення на цілинні землі, надаючи їм усілякі пільги. Для збільшення кількості робочої сили було скасовано рабство (володіти рабами дозволялося лише членам імператорської родини), скорочувалася кількість ченців, заборонялася купівля-продаж вільних людей, в тому числі прийом в заклад дружин, дітей, наложниць, також не дозволялась купівля-продаж рабів.
Одночасно з розширенням державного фонду землі і стимулюванням зростання робочої сили Хун У прагнув вести строгий облік землі та підданих. Вже на наступний рік після заснування нової імперії був виданий імператорський указ, що зобов'язував всім підданим зареєструватися при складанні нових подушних реєстрів. В 1370 році було проведено перший перепис населення, що мав на меті не тільки врахувати всіх підданих, а й визначити розміри майна кожного двору. В 1381 році в цю систему були внесені зміни, що дозволили впорядкувати процедуру збору податків і відбування повинностей.
Імператор Хун У намагався створити сталі самодостатні сільські общини, які б існували незмінно і незалежно від комерційно-торгових міських центрів. Його перебудова основи китайського сільського господарства і посилення транспортно-комунікаційних шляхів через мілітаризовану систему вістунів неочікувано призвела до появи величезного надлишку сільськогосподарської продукції, який можна було збути на стихійних ринках вздовж вістунських шляхів. Це стало причиною впливу міської культури на провінційну культуру і комерцію. Вищі класи суспільства, які складалися з освіченої чиновницької знаті, також зазнали впливу нової культури, заснованої на попиті. На противагу традиціям минулого, купецькі родини почали постачати кандидатів на чиновницькі посади, переймаючи звичаї і уподобання знаті.

#### Зовнішня політика

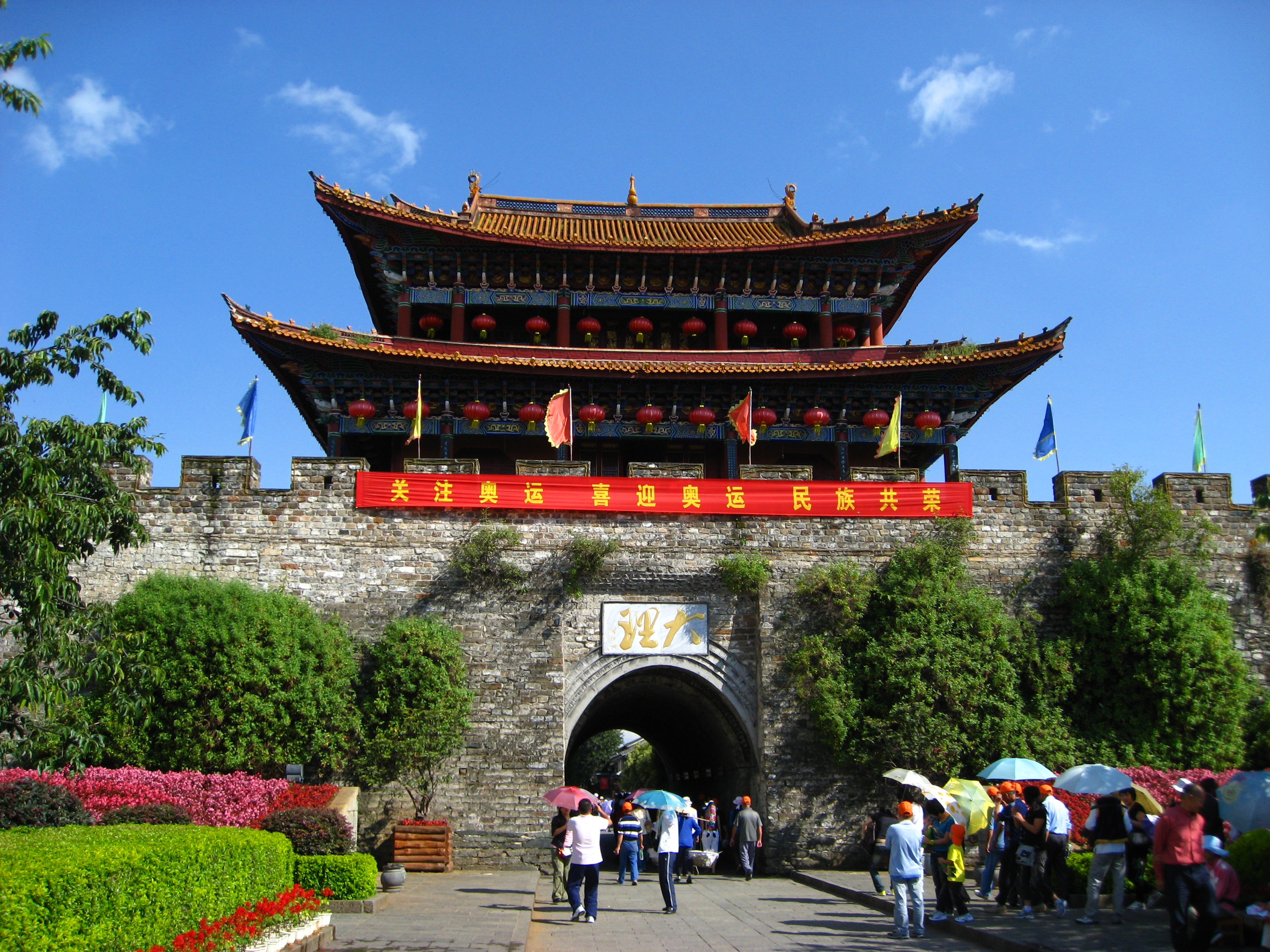
Південні ворота китайської фортеці міста Далі, побудовані у 1382 році, одразу після завоювання регіону китайцями

В 1381 Мінська імперія зуміла відвоювати в Юньнані (колишня територія королівства Далі) великі землі на південному заході. До кінця XIV століття 200 тисячам військових поселенців було виділено близько 2 мільйонів му (130000 гектарів) землі в майбутніх провінціях Юньнань та Гуйчжоу. Ще близько півмільйона китайців приєдналося до перших поселенців пізніше, ці міграції значно змінили етнічний вигляд регіону, тому що раніше близько половини місцевого населення (1,5 млн чоловік) не були ханьцями. У цих районах Мінська імперія здійснювала політику подвійної адміністрації: області, де китайське населення переважало, управлялися по мінським законам і звичаям, області, де більшість населення належало до місцевих племен, управлялося за місцевими звичаями, в той час як племінні вожді клялися дотримуватися порядку і виплачувати данину в обмін на те, що їм постачали китайські товари. В 1464 році племена мяо та яо підняли повстання проти китайського панування, але мінський двір направив проти них з центру країни 30-тисячну армію (серед інших народів, в ній була тисяча монголів), до яких приєдналося 160 000 солдатів, мобілізованих на місці (в провінції Гуансі), і два роки потому повстання було придушене. Пізніше нове повстання було придушене армією під керівництвом чиновника і філософа Ван Янміна (1472—1529), за його наполяганням було засновано спільне правління для китайців і місцевих племен для того, щоб місцеві звичаї також враховувалися в кожному прийнятому рішенні.
Разом з тим основним завданням імперії Мін в той час було запобігання нового монгольського завоювання. Досить успішні бої з монголами майже безперервно велися аж до 1374 року, потім в 1378—1381 і 1387—1388 роках.
Сфера зовнішньої торгівлі була винятковою прерогативою держави. Однак, оскільки в конфуціанському суспільстві торгівля не заохочувалася, як негідне заняття, уряд Чжу Юаньчжана прагнув звести зовнішню торгівлю до обміну дарами з послами держав.

### Правління імператора Юнле
Після смерті Хун У його онук Чжу Юньвень прийняв владу під ім'ям імператора Цзяньвень (1398—1402). Найближчі радники нового імператора почали проводити контрреформи. Найістотнішою серед них була спроба скасувати роздані засновником уділи. Опір удільних володарів вилився в збройний виступ одного з них — Чжу Ді, принца Янь — проти уряду. Побоюючись владолюбства своїх дядьків, Чжу Юньвень подбав про те, щоб обмежити їхні реальні можливості. Найнебезпечнішим з них в очах імператора був полководець Чжу Ді, поставлений головою області, що включала Пекін, для того, щоб стримувати кордон проти монголів. Після того, як імператор наказав заарештувати багатьох сподвижників дядька, Чжу Ді склав змову проти племінника. Під приводом огородження молодого імператора від небезпеки, що загрожувала йому з боку корумпованого чиновництва, він прийняв командування військом і збунтував його. В кінцевому підсумку Чжу Ді захопив столицю; палац у Нанкіні було спалено дотла, і разом з ним згоріли Цзяньвень, його дружина, мати й придворні. Чжу Ді зійшов на трон під ім'ям імператора Юнле (1403—1424); його правління розглядається деякими дослідниками як «друге заснування» династії Мін, оскільки він круто змінив політичний курс, якого дотримувався його батько.
1403 року Юнле оголосив про свій переїзд до Пекіна, який ставав відтепер центром влади. Будівництво нового міста, на якому було зайнято одночасно сотні тисяч людей, тривало з 1407 по 1420. У центрі нової столиці знаходився її владний центр — Імператорське місто, центр якого в свою чергу становило Заборонене місто, житловий палац імператора та його родини.

#### Зовнішня політика
1407 року Юнле підкорив В'єтнам, але в 1427 війська Мін були змушені залишити країну в зв'язку з наростанням народного опору. Ця війна дорого обійшлася державній казні. У 1431 році нова в'єтнамська династія Ле домоглася незалежності при умові сплати данини. Загрозу представляли і монголи, які знову набирали силу в північних степах, що перетворювалася для імператора в проблему першочергової важливості. Щоб запобігти цій загрозі, Чжу Ді здійснив кілька походів до Монголії з метою розгрому противника. Сам переїзд Юнле з Нанкіна в північну столицю Пекін був продиктований необхідністю постійно тримати в полі зору неспокійних північних сусідів.

### Занепад
На XVI століття розвиток мінської економіки стимулювався морською торгівлею з Португалією і Іспанією. Китай взяв участь у так званому явищі Колумбового обміну — глобальній торгівлі речами, рослинами, тваринами і людьми, що стартувала в епоху європейських відкриттів. Торгові відносини із європейськими країнами і Японією призвели до масового імпорту срібла, яке витіснило китайські мідні і паперові гроші як засіб грошового обігу.
У середині XVI століття імперія витримала запеклу боротьбу з японськими піратами, яких підтримували даймьо та китайські пірати. Центральна влада виявилася нездатною боротися з загрозою. Причина цього полягала у безкінечних палацових інтригах, корупції, відриву імператорів від реального ходу подій. Лише завдяки самовідданим діям китайських патріотів, зокрема Ці Цзігуана, Юй Даю, вдалося впоратися із цією загрозою. У підсумку прибережні землі та моря були очищені не тільки від японських, але й від усіх піратів загалом, на тривалий проміжок часу.
В останні роки існування династії притік срібла в країну сильно зменшився, що підірвало державні доходи і всю економіку загалом. Цей удар збігся з малим льодовиковим періодом, який завдав шкоди сільському господарству Китаю і позначився неврожайними роками, стихійними лихами та епідеміями, зокрема спустошливою 1633—1644 років. Це спровокувало конфлікт між євнухами, які отримали надзвичайний вплив, та Дунліньською партією, представники якої на чолі з Ґао Паньлуном виступали за реформи. Поступовий занепад влади і добробуту мешканців держави стали причиною бунтів, а згодом призвели до іноземного завоювання.

## Управління
Мінські імператори перейняли систему земельного управління у династії Юань, тринадцять мінських провінцій дали початок сучасному адміністративному поділу країни. За часів династії Сун найбільшою адміністративною одиницею були округи (лу).
Проте, після чжурчженського вторгнення у 1127 році сунський двір встановив систему напівавтономного земельного управління, основою якого служили адміністративний і військовий поділ країни, забезпечений власним автономним чиновницьким апаратом. Цю систему запозичили без змін династії Юань, Мін і Цин. Як і за часів Юань, мінська адміністративна модель являла собою три підрозділи — цивільне, військове та земельне відомства. Провінції (шен) в свою чергу поділялися на префектури (фу), очолювані префектами, ті, в свою чергу, ділилися на субпрефектури (чжоу) під керівництвом субпрефектів. Нижчою адміністративною одиницею служив округ — (сянь), що знаходився в підпорядкуванні у магістрату. Особливі адміністративні одиниці включали обидві столиці — Нанкін і Пекін з прилеглими до них міськими зонами (цзін).

## Перелік правителів імперії Мін
| №  | ім'я      | Роки правління | Девіз     | Посмертне храмове ім'я |
| -- | --------- | -------------- | --------- | ---------------------- |
| 1  | Юаньчжан  | 1368—1398      | Хуну      | Таі-дзу                |
| 2  | Юньвень   | 1398—1402      | Цзяньвень | Хуейді                 |
| 3  | Ді        | 1402—1424      | Юнле      | Ченг-дзу (з 1537 р.)   |
| 4  | Ґаочи     | 1424—1425      | Хунсі     | Женьдзун               |
| 5  | Чжанцзі   | 1425—1435      | Сюаньде   | Сюаньдзун              |
| 6  | Цічжень   | 1435—1449      | Джен-тунг | Їндзун                 |
| 7  | Ціюй      | 1449—1457      | Цзінтай   | Дайдзун                |
|    | Цічжень   | 1457—1464      | Т'єн-шунь | Їндзун                 |
| 8  | Цзяньшень | 1464—1487      | Ченг-хуа  | Сьєн-дзунг             |
| 9  | Ютан      | 1487—1505      | Хунг-джи  | Сяо-дзунг              |
| 10 | Хоучжао   | 1505—1521      | Джен-де   | Ву-дзунг               |
| 11 | Хоуцун    | 1521—1567      | Тья-тьінг | Ші-дзунг               |
| 12 | Цзайхоу   | 1567—1572      | Лунг-чінг | Му-дзунг               |
| 13 | Їцзюнь    | 1572—1620      | Ван-лі    | Шен-дзунг              |
| 14 | Чанло     | 1620           | Таі-чанг  | Гуанг-дзунг            |
| 15 | Юцзяо     | 1620—1627      | Т'єн-чі   | Сі-дзунг               |
| 16 | Юцзянь    | 1627—1644      | Чунг-джен | Сі-дзунг               |

## Наука

### Математика
До початку XVI ст. продовжувала розвиватися математика, проте значна частина знань часів Тан і Сун була забута. Найвідоміші мінські математики: Гу Інсян, Чен Давей, Тан Шуньчжи, Сюй Ґуанці. Проте вже з XVI ст. починається вплив європейської математичної думки, що здійснювався через католицьких місіонерів.

### Астрономія
- Чжу Цзайюй — вчений, музикознавець, астроном.
- Сін Юньлу — астроном, визначив тропічний рік.

### Теоретичні науки
- Фан Їчжи — вчений-енциклопедист, здійснив термінологічне розділення філософії та науки.

### Медицина
Відбувається значне збільшення кількості лікарів і вдосконалення їх спеціалізації. Розширення контактів з іншими східними країнами, яке відбувалося на початку цієї епохи, призвело до істотного поповненню медичних знань. З'явилася велика кількість узагальнюючих й зведених публікацій з різних медичних дисциплін, в ході подальшого розвитку окремих шкіл завершилося формування теоретичної бази традиційної медицини. Зберігалися представники консервативної та еклектичної шкіл.
Головними в цей час були «школа плекання інь», «школа відновлення тепла» і «школа епідемічних хвороб». Найвідомішими представниками першої школи були Дай Сигун (1324—1405), Ван Люй (1332—1391) і Ван Лунь (1453—1510).
Багато лікарів підтримували «школу відновлення тепла», початок якої поклав Лі Гао. На противагу установці щодо «плекання інь» Чжу Чженьхена, її прихильники вважали, що треба стимулювати в організмі силу ян, оскільки вона як живильне тепло є основою всіх життєвих процесів. Ослаблення ян являє собою основне порушення в життєдіяльності організму, тому при лікуванні слід використовувати стимулюючі засоби. Найбільш відомими лікарями цього напряму були Сюе Цзі (1488—1558), Чжао Сяньке (1573-l664) і Чжан Цзебінь (1563—1640).
Дослідженнями епідемій, означенням їх та виокремленням в особливий напрямок почалися займатися лише за часів династії Мін. Яскравим представником «школи епідемічних хвороб» був У Юсін (1582/1592–1652/1672).
Лікарі консервативної школи (Ван Цзічуань, Мяо Сіюн) вважали, що всякі нововведення спотворюють ідеї старих авторитетних текстів. Їхні зусилля були спрямовані на те, щоб очистити твори класиків від пізніших додавань.
Прихильники школи еклектиків намагалися примирити погляди представників різних шкіл, вважаючи, що кожна з них має свої переваги. Найшанованішим серед них був Ван Кеньтан (1549/1553-1613).
Одним з видатних хірургів свого часу був Чень Шигун (1555—1636). Тоді ж найбільшою фігурою в китайській медицині став Лі Шичжень (1518—1593), що народився в родині спадкових лікарів.
У цей час голковколювання та припікання переживали розквіт. У 1443 році уряд замовив відлити «бронзову людину акупунктури і припікання» з відміченими на ній акупунктурними точками. Найвідомішим серед лікарів цього напрямку був Ян Цзічжоу (1522—1620).

### Література і мистецтво

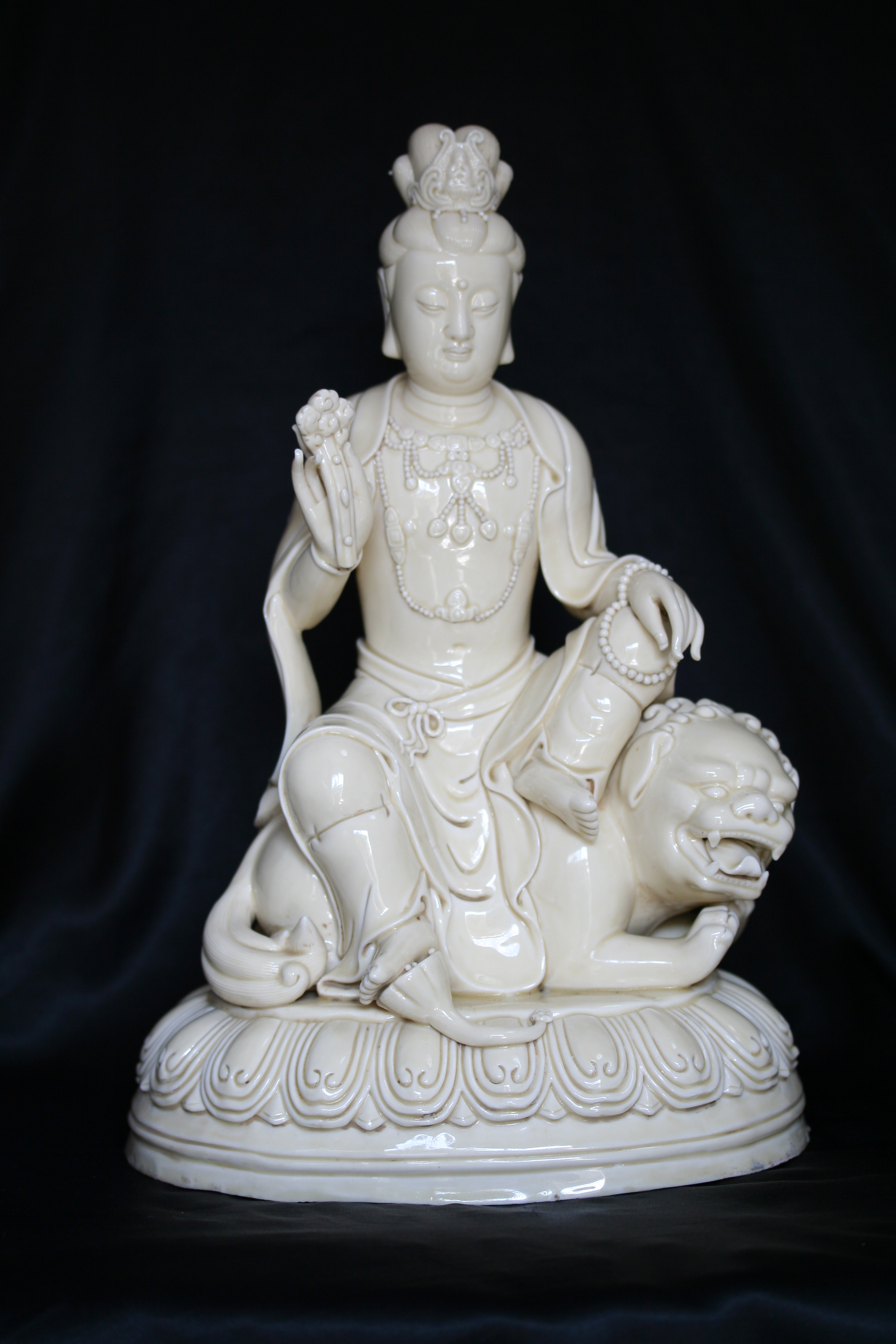
Статуетка роботи Хе Чаоцзуна
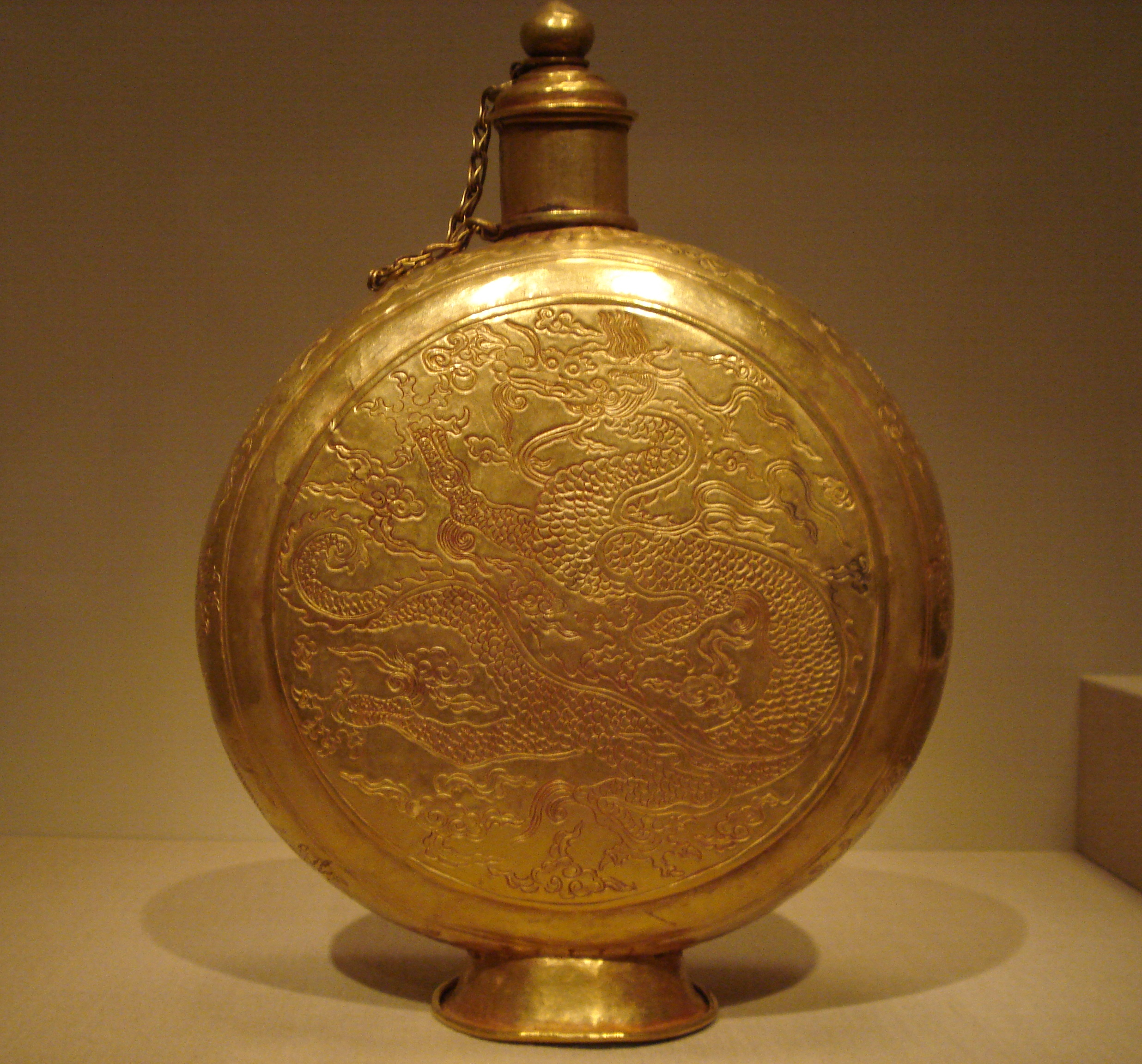
Золота військова фляга
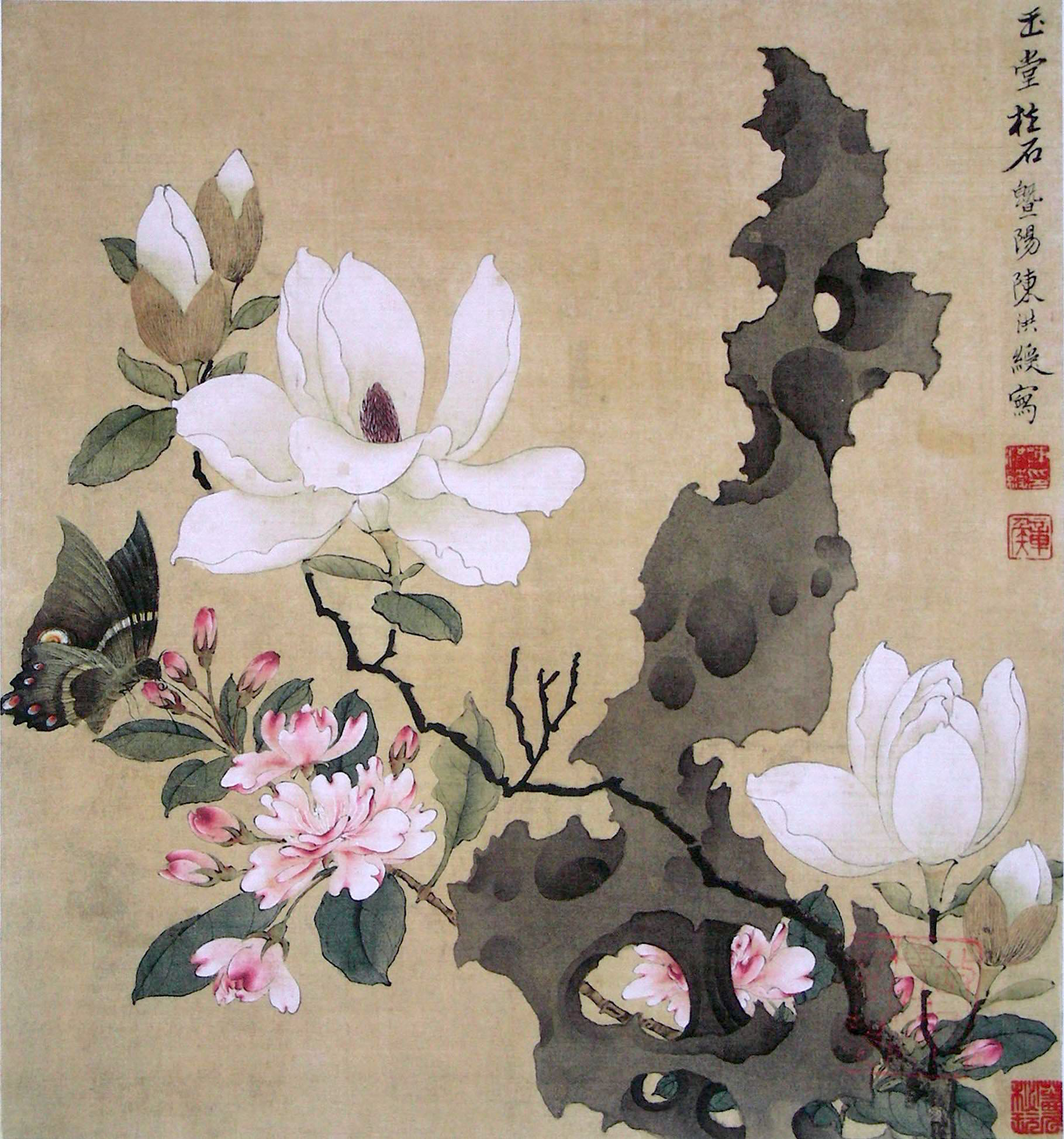
Картина мінського художника Чень Хуншоу (1599—1652)
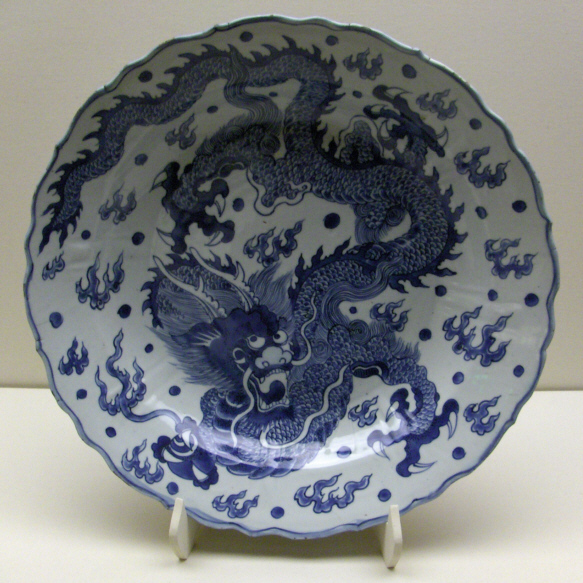
Порцелянова тарілка
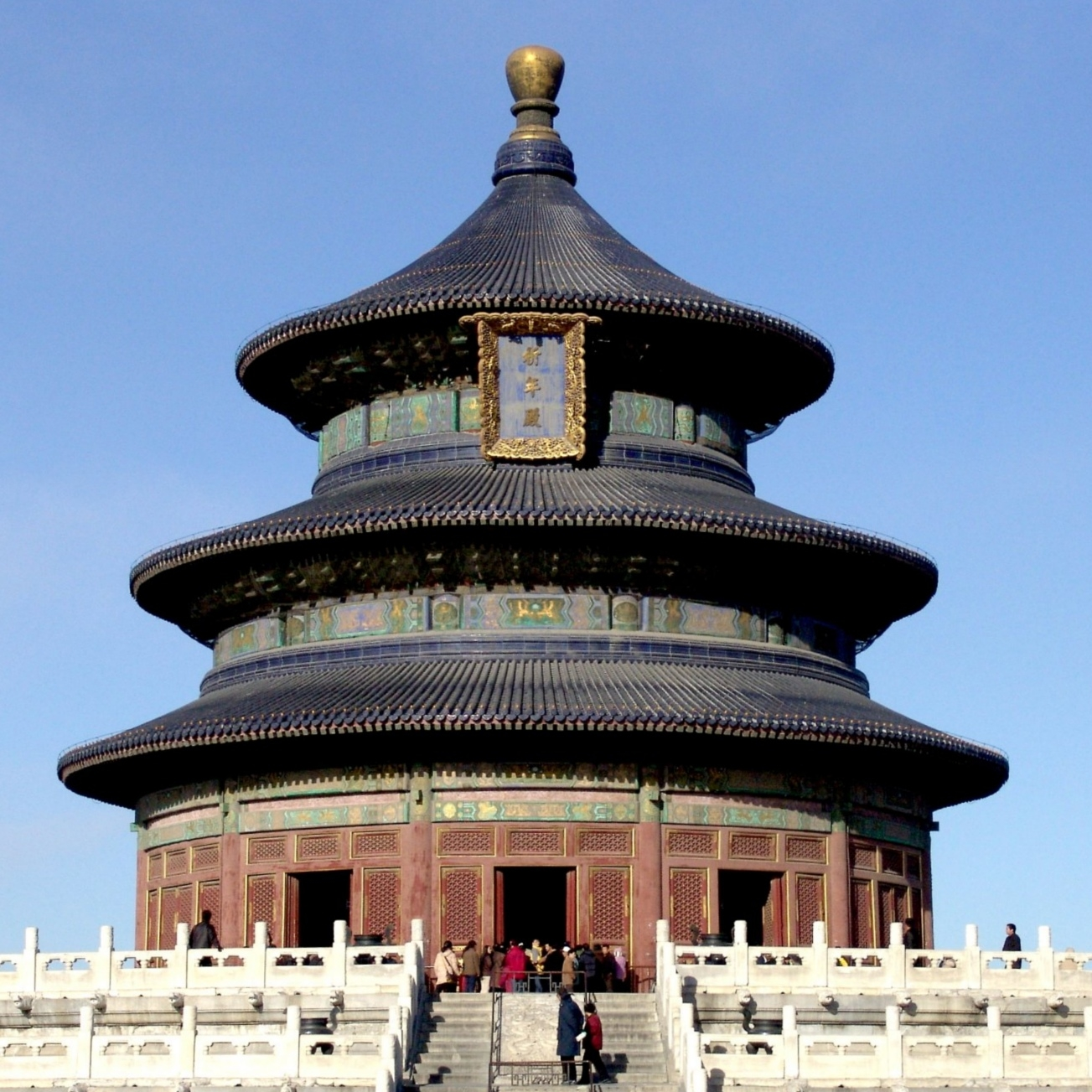
Храм Неба, де молились мінські імператори
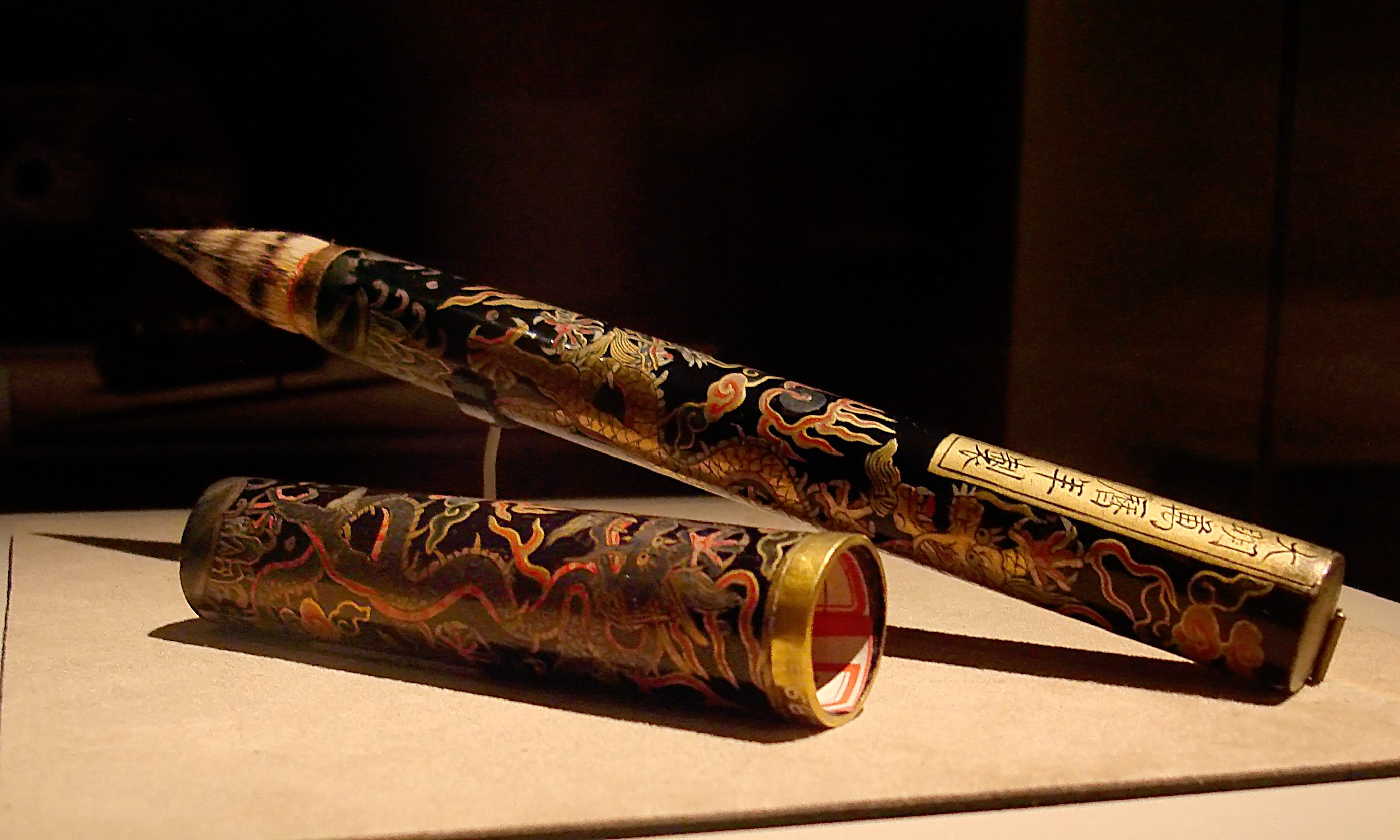
Пензлик для каліграфії

### Релігія

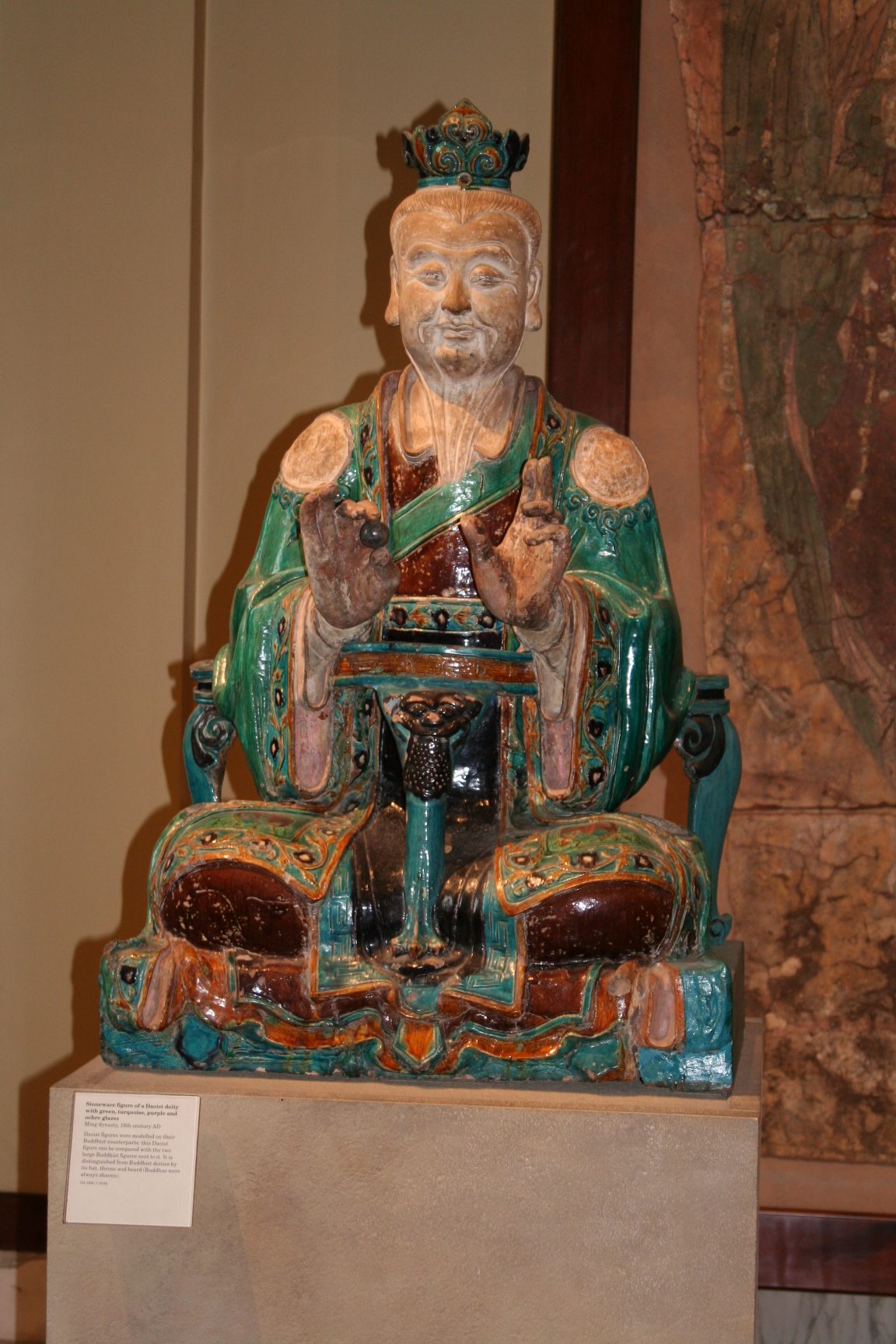
Китайська статуя даоського божества (глазурована кераміка), епоха династії Мін, XVI ст.

## Суспільство і культура